# Romelândia
Romelândia es un municipio brasileño del estado de Santa Catarina. Tiene una población estimada al 2022 de 4 823 habitantes. Pertenece a la Región metropolitana del Extremo Oeste.

## Toponimia
Romelândia, es un topónimo que significa “Tierra de Romeo", quien fue uno de los primeros colonos de la localidad.

## Historia
Los hermanos Romeu y Roneci Gransotto fueron los primeros en establecerse en el actual municipio, lo que atrajo más colonos provenientes de Río Grande del Sur. Con la instalación de Madeireira Iguaçu Ltda. en 1942, se creó el primer núcleo urbano del futuro distrito de Romelândia de São Miguel do Oeste. Se emancipó el 23 de septiembre de 1963.